# シブがき隊 ホット!ヒット!!はっと!?
シブがき隊 ホット!ヒット!!はっと!?（シブがきたい ホットヒットはっと）は、ニッポン放送の制作によりNRN系列各局で放送されていたラジオ番組。ニッポン放送での放送期間は1982年4月11日から1985年10月5日まで。

## 概要
シブがき隊（布川敏和、本木雅弘、薬丸裕英）の3人にとって初のラジオレギュラー番組となった『シブがきトリオ 夜をまるかじり!』（ナイターオフ編成枠『アイドルスタースペシャル』の木曜）が終了してからすぐにスタートした番組。
放送時間は最初日曜日21:30枠でスタートしたが、1983年4月からは土曜日21:30枠に移り、同年10月からは帯番組レーベル枠『まるのみヤングバーガー』（平日20:30枠）の木曜日枠で放送。1984年4月からは夜の時間帯を離れて土曜日の夕方16:30枠に移動して1985年10月まで放送されていた。ネット局数は、特に『まるのみヤングバーガー』枠に入っていた当時は11局ネットと本番組史上一番多い体制であった。
番組にはシブがき隊にとってジャニーズ事務所の先輩にあたるおりも政夫が共演。しかしおりもはシブがき隊と一緒にスタジオには入らずに外の副調整室でディレクターの隣に陣取ってスタジオ内の3人のトークの様子や仕種を事細かに“実況”する役であり、収録中そのおりもの声はシブがき隊の3人には聞こえていなかったので、これに反応すること無くトークは全く自然のままでしていたという。おりもは「そのまま3人の素顔を報告することに徹しているので、どんな些細なことでも全部実況しちゃう」と話し、これについてシブがき隊の3人も「別にそんなに飾られたくないし、それに本当に疲れているときは『疲れてるな～』って言ってもらった方がありがたい」と話している。
1982年当時、本番組のオープニングから導入部にかけて「ことわざ劇場」のコーナーが設けられており、このコーナーではことわざを一つ採り上げてミニドラマで解説し、最後にオチを付けるという流れ。その後の内容はことわざ劇場で採り上げたことわざに因んだ話題や季節の話題など、様々なことを題材にしたトークやリスナーからのはがき紹介が主であった。

## 放送時間

### 制作局・ニッポン放送
- 日曜日 21:30 - 22:00 （1982年4月11日〜1983年4月）
- 土曜日 21:30 - 22:00 （1983年4月〜1983年10月）
- 木曜日 20:00 - 20:30 （1983年10月13日〜1984年4月5日 帯番組レーベル枠『まるのみヤングバーガー』木曜日で放送）
- 土曜日 16:30 - 17:00 （1984年4月14日 - 1985年10月5日）

### ネット局
1983年4月〜1983年10月
- 山梨放送：日曜日 23:30 - 24:00
- ラジオ沖縄：日曜日 21:30 - 22:00

1983年10月〜1984年4月
（太字は『まるのみヤングバーガー』木曜日として放送。）
- 札幌テレビ放送：木曜日 20:00 - 20:30
- 青森放送：木曜日 24:00 - 24:30
- 山梨放送：木曜日 21:00 - 21:30
- 信越放送：木曜日 21:00 - 21:30
- 福井放送：土曜日 19:00 - 19:30
- 山陰放送：金曜日 19:00 - 19:30
- 中国放送：木曜日 21:00 - 21:30[注釈 1]
- 山口放送：木曜日 20:00 - 20:30
- 西日本放送：木曜日 20:00 - 20:30
- 高知放送：木曜日 20:00 - 20:30[注釈 2]
- 長崎放送：木曜日 21:00 - 21:30（1983年10月 - 1984年4月）→ 土曜日 23:00 - 23:30（1984年4月 - 1985年10月の最終回まで[7]）

1984年10月〜1985年4月
- 九州朝日放送：月曜日 20:30 - 21:00
- 四国放送：土曜日 21:30 - 22:00

1985年4月〜1985年10月
- 熊本放送：月曜日 24:25 - 24:55[9]
- 大分放送：土曜日 13:30 - 14:00[9]
- 山陰放送：日曜日 22:30 - 23:00 （ネット再開、1985年7月7日から[10]同年10月の最終回まで）